# Provincia di Canta
La provincia di Canta è una provincia del Perù, situata nella regione di Lima.

## Geografia antropica

### Suddivisioni amministrative
È divisa in sette distretti  (comuni):
- Canta
- Arahuay
- Huamantanga
- Huaros
- Lachaqui
- San Buenaventura
- Santa Rosa de Quives